# Abd al-Malik al-Muzaffar

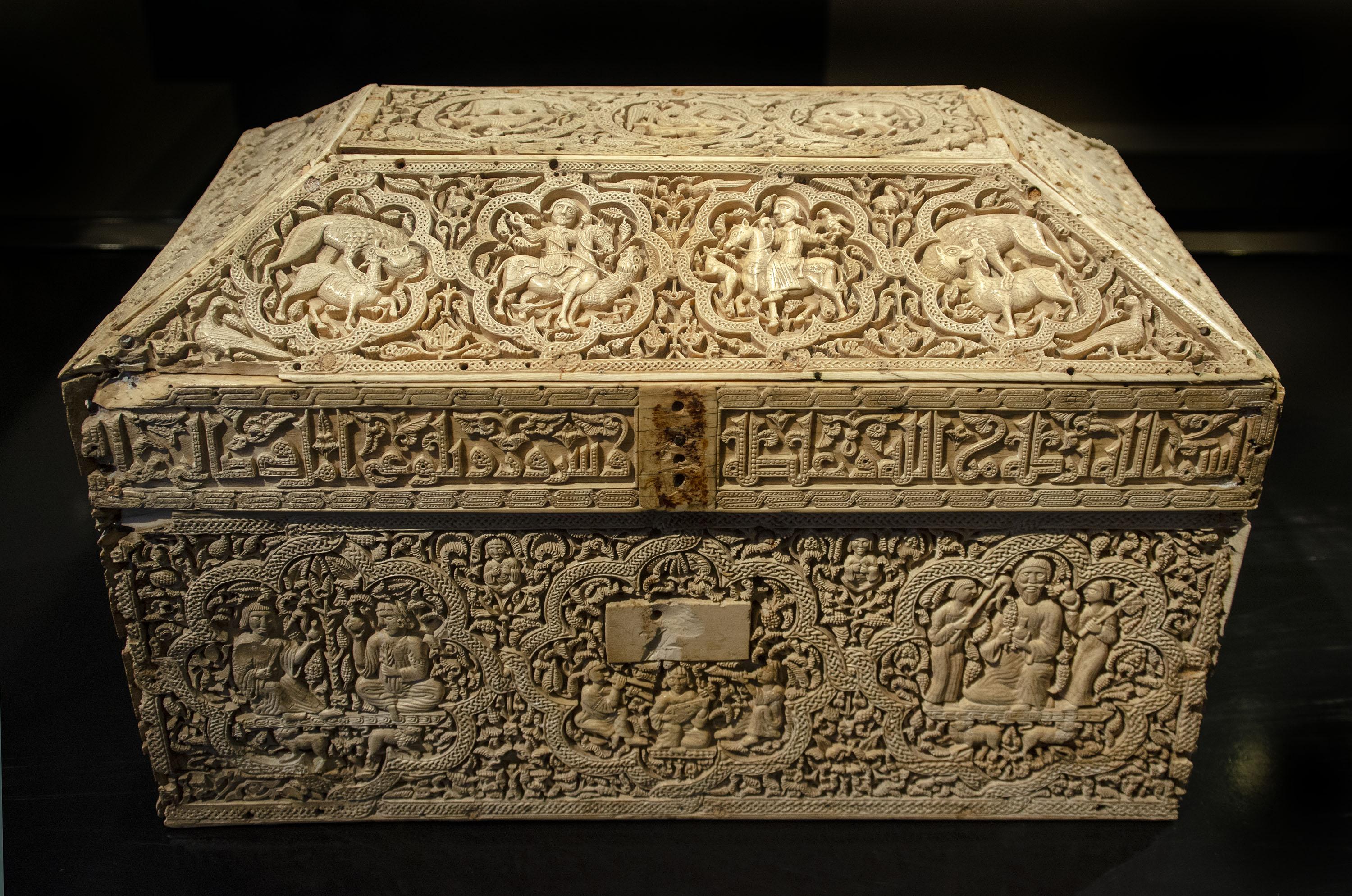
Szkatuła z Pampeluny należąca do Abd al-Malika al-Muzaffara. Kość słoniowa, rok 1004/1005. Museo de Navarra

Abd al-Malik al-Muzaffar – pierwotnie zwany Sajf ad-Daula, później al-Muzaffar (zmarł 20 października 1008) - syn Almanzora i faktyczny władca Kalifatu Kordoby od 1002 do swojej śmierci.
Podobnie jak jego ojciec i poprzednik, Almanzor, był faktyczną siłą stojącą za Kalifem Kordoby. Siedmioletnie rządy Al-Muzaffara były okresem pokoju i dobrobytu. Późniejsi historycy porównywali je do satibu al-arusa, pierwszych siedmiu dni małżeństwa, i wspominali je jako złoty wiek, zanim fitna andaluzyjska (wojny domowe) rozpoczęła się w 1009 r. Głównymi źródłami wiedzy o rządach al-Muzaffara są dzieła Zachira Ibn Bassama, Bajana Ibn Izariego i Ibn al-Chajba. 10 sierpnia 1002 r., zaledwie kilka dni po śmierci ojca, Abd al-Malik został mianowany przez kalifa Hiszama II na urząd hadżiba (kogoś w rodzaju wezyra lub pierwszego ministra). Obniżył podatki nałożone na obywateli Kordoby o jedną szóstą. Usunął także etnicznych arabskich arystokratów z administracji. Był w stanie łatwo poradzić sobie z kilkoma konspiracjami przeciwko niemu.
Z wojskowego punktu widzenia Abd al-Malik dokładnie przestrzegał polityki ojca. Kierował kampanią letnią (sa'ifa) lub zimową (szatija) przeciwko jednej z chrześcijańskich potęg leżących poza marszami (tughur) w każdym roku swojego rządu. W 1003 roku zaatakował południową Francję (dziś Katalonia), niszcząc okolicę wokół Barcelony i burząc 35 fortec. W 1005 roku zaatakował Kastylię. W 1006 roku zaatakował Nawarrę, prawdopodobnie zamierzając zająć Pampelunę, do której się zbliżył, ale nie zdobył. W 1007 roku ponownie zaatakował Kastylię w kampanii zwanej „zwycięskim nalotem” (Ghazat an-Nasr). Siłą zabrał Clunię i wyniósł ogromny łup. To osiągnięcie przyniosło mu zaszczytny tytuł, dzięki któremu znany jest jako „zwycięzca” (al-Muzaffar), zastępujący „miecz dynastii” (sajf ad-daula). Zimą 1007–1008 przechwycił zamek San Martin. Zmarł na dusznicę bolesną, przygotowując swoją następną kampanię przeciwko Kastylii. Jego następcą został jego brat Abd ar-Rahman Sanchuelo.